# Okręt-cel

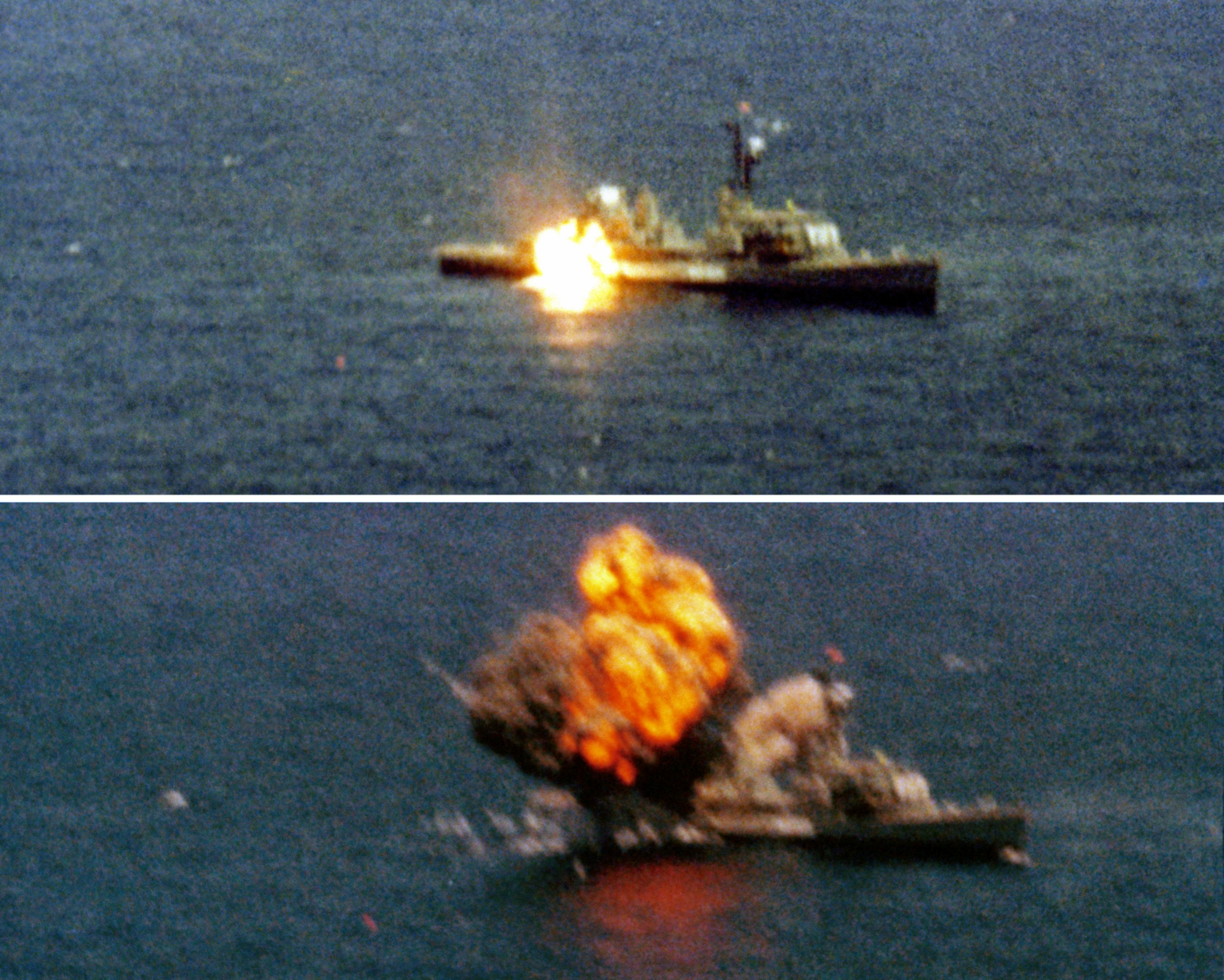
Amerykański niszczyciel USS „Agerholm” trafiony pociskiem BGM-109 Tomahawk wystrzelonym z okrętu podwodnego USS „Guitarro”

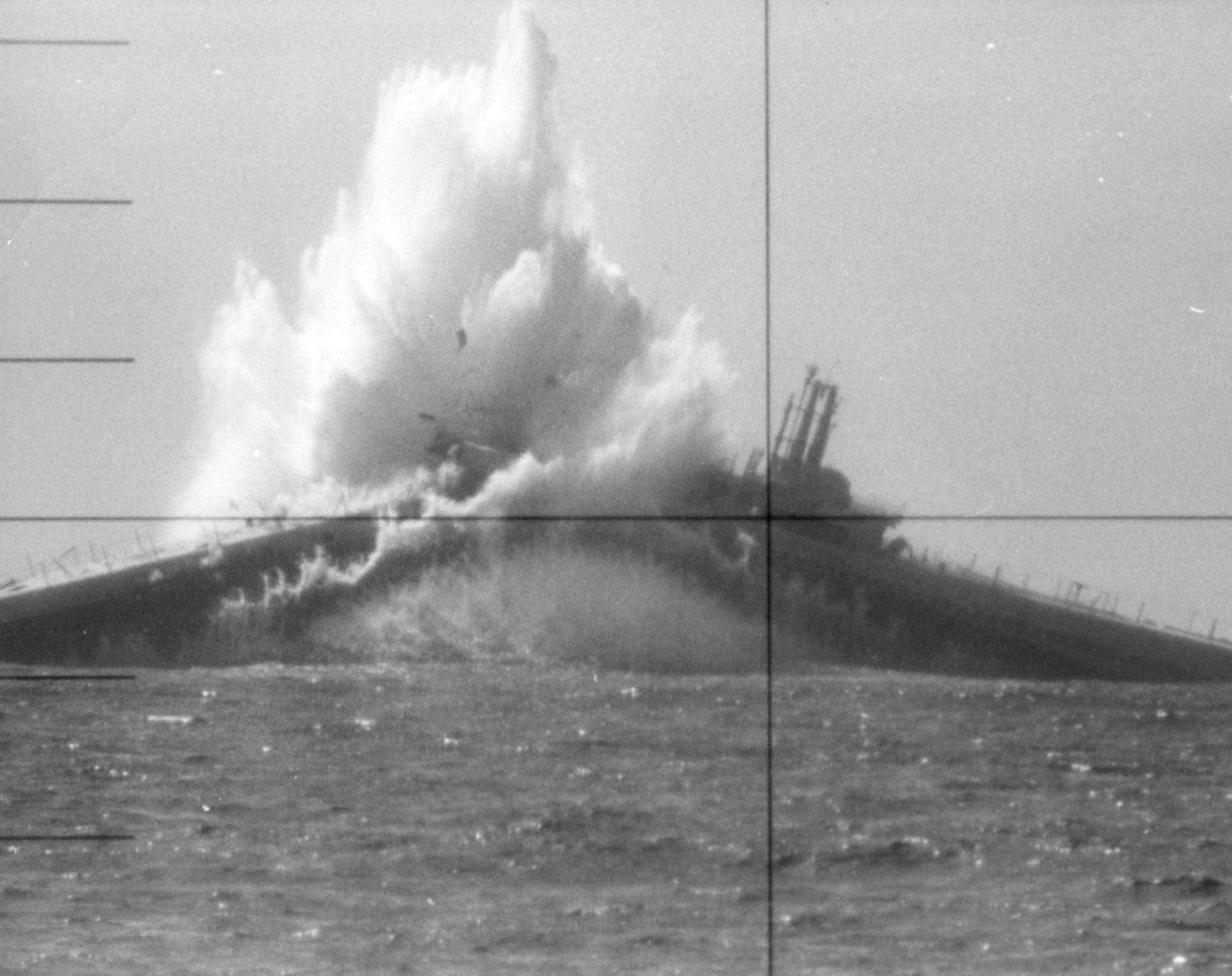
Amerykański okręt podwodny USS „Devilfish” trafiony torpedą wystrzeloną z okrętu podwodnego USS „Wahoo”

Okręt-cel – okręt wycofany ze służby lub rzadziej specjalnie wybudowany, wykorzystywany przez marynarkę wojenną lub lotnictwo wojskowe jako cel strzelań ćwiczebnych.
Wykorzystanie starych i wycofanych ze służby okrętów jako okrętów-celi umożliwia szkolenie załóg okrętów w użyciu uzbrojenia artyleryjskiego, torpedowego lub rakietowego lub załóg samolotów, w bardziej realistycznych warunkach, niż zapewniają to pływające tarcze. Umożliwia też testowanie działania nowych rodzajów amunicji przeciwko realnemu okrętowi. W sytuacji używania amunicji ćwiczebnej, okręty-cele mogą być wykorzystywane wielorazowo; bywają także wykorzystywane w innych funkcjach. Oprócz wycofanych ze służby okrętów, często jako cele wykorzystywano okręty zdobyte na przeciwniku po zakończeniu wojen, których nie zdecydowano wcielić do własnej służby. Podobną kategorią są okręty eksperymentalne, służące do badania odporności okrętu lub poszczególnych jego części na ostrzał.

## Wybrane okręty wykorzystane do strzelań ćwiczebnych
- USS „Saratoga” – amerykański lotniskowiec
- USS „Texas” – amerykański krążownik pancerny
- USS „Indiana” – amerykański pancernik
- USS „Virginia” – amerykański pancernik
- USS „New Jersey” – amerykański pancernik
- USS „Arkansas” – amerykański pancernik
- USS „Utah” – amerykański pancernik
- USS „Pennsylvania” – amerykański pancernik
- ORP „Gryf” – polski stawiacz min
- „Nagato” – japoński pancernik
- „Graf Zeppelin” – niemiecki lotniskowiec
- „Hessen” – niemiecki pancernik
- „Schleswig-Holstein” – niemiecki pancernik
- „Prinz Eugen” – niemiecki krążownik ciężki
- U-234 – niemiecki okręt podwodny (U-Boot)
- S-19 i S-20 – radzieckie okręty podwodne